# Hua Chenyu
Hua Chenyu (華晨宇T, 华晨宇S, Huà ChényǔP; Shiyan, 7 febbraio 1990) è un cantante e compositore cinese.

## Biografia
Hua Chenyu è nato in una famiglia benestante (suo padre possedeva miniere d'argento) il 7 febbraio del 1990 nella città di Shiyan, nell'Hubei nella Cina centro-orientale.
Hua Chenyu ha vissuto l'infanzia con il padre che si è risposato quando aveva 10 anni. Ha iniziato a suonare il flauto all'età di 5 anni e successivamente ha imparato anche a suonare il piano e ha scritto la prima canzone all'età di 12 anni.
Dopo aver terminato la scuola media si è trasferito da solo a Wuhan per ricevere un allenamento musicale più professionale. Nel 2010 è entrato nel conservatorio di Wuhan dove ha studiato performance vocale e ha guadagnato esperienza come cantante in gruppo musicale di amici.
È diventato famoso dopo aver vinto il concorso di canto di Super Boy nel 2013, prodotto da Hunan TV.
Il 18 settembre del 2014 Hua realizza il suo album di debutto Quasimodo's Gift un mix di rock psichedelico e musica classica. Il tema trattato in questo album è la solitudine.
L'8 dicembre 2015 esce il secondo album Aliens che include anche una canzone rap.
Il 7 marzo 2017 Hua realizza il suo terzo album H. L'album include vari generi come rock, rap, country e musica classica.

## Discografia
- 卡西莫多的禮物 (Quasimodo's Gift) (2014)
- 異類 (Aliens) (2015)
- H (H) (2017)
- 新世界 (New World) (2020)
- 希望 (Hope) (2022)
- 量变临界点(Tipping Point) (2025)